# 党卫队人事部
党卫队人事部是黨衛隊的12個中央部门之一，它负责維護保管所有黨衛隊和武裝黨衛隊隊員的資料档案并对这些档案进行归纳整理，但並不負責保管不支付薪水的義務隊員的资料，也不負責對外宣傳和招募黨衛隊員。
1943年前，親衛隊人事本部位于柏林的维尔莫斯多夫大街上，1943年，由于盟军持续不断的轰炸，親衛隊人事本部被迫搬走。

## 組織機構
- 官員人事档案局（Amt für Führerpersonalien）
  - A处
    - 1科：记录中心（Amt I Zentralkartei）
    - 2科：奖励和训练（Amt II Führernachwuchs und Schulen）
    - 3科：纪律和荣誉（Amt III Disziplinar und Ehrenangelegenheiten）

  - B处（一般親衛隊人事局，Personalamt Allgemeine-SS）
  - C处（武装親衛隊人事局，Personalamt Waffen-SS）
- 潜在官員局（Amt für Führernachwuchs）

## 人事部遗留下来的文件
虽然党卫队人事部在二战期间遭受了很多次轰炸，但是人事部的很多档案却保存了下来，成为历史学家研究纳粹德国历史的重要资料。例如研究人員通过檔案可以知道親衛隊員在當時扮演的是甚麼工作，从而有效了解納粹制造的大屠殺的进程和第二次世界大戰的进程。